# Davorko Vidović
Davorko Vidović (Sisak, 26. lipnja 1956.), bivši saborski zastupnik i političar. Aktualni je predsjednik stranke Socijaldemokrati. Bivši je sisački gradonačelnik te ministar rada i socijalne skrbi u sedmoj i osmoj Vladi Republike Hrvatske.

## Životopis
Školovao se u Sisku i diplomirao filozofiju i sociologiju na Filozofskom fakultetu u Sveučilišta u Zagrebu. Početak radnog vijeka provodi kao novinar i najavljivač na Radio Sisku, radi u Centru usmjerenog obrazovanja „Vladimir Majder Kurt” (kasnije „Gimnazija“), a početkom devedesetih u sisačkoj Gimnaziji kao nastavnik.
Od 1992. godine profesionalno se bavi politikom, prvo kao član predsjedništva SDP-a Hrvatske, a zatim kao potpredsjednik stranke i na toj funkciji ostaje do 2000. Nakon izbora 2000. imenovan je ministrom rada i socijalne skrbi. Nakon izbora u studenom 2003. postaje zastupnik SDP-a u Hrvatskom saboru. 14. lipnja 2005. izabran je za gradonačelnika Siska, da bi nedugo zatim prelaskom dvojice gradskih vijećnika na stranu HDZ-a bio smijenjen.
Dodijeljena mu je Spomenica domovinskog rata i Red hrvatskog trolista. U Domovinskom ratu sudjeluje od 2. kolovoza 1991. godine kao zamjenik zapovjednika 55. lad PZO (prva utemeljena postrojba protuzračne obrane u Hrvatskoj vojsci) i u toj postrojbi je do 2. rujna 1991., a od 3. rujna 1991. do 20. kolovoza 1992. pomoćnik je zapovjednika 120. brigade „Ban Toma Bakač Erdödy”, te od 17. listopada 1991. postaje i pomoćnik zapovjednika Zapovjedništva obrane Siska.

## Nagrade i priznanja
- Spomenica domovinskog rata
- Red hrvatskog trolista

## Vanjske poveznice
- Hrvatski sabor, Davorko Vidović  Arhivirana inačica izvorne stranice od 16. ožujka 2011. (Wayback Machine)